# Burnout Legends
Burnout Legends és un videojoc de curses de la saga de videojocs, Burnout i és el primer llançat sota la consola portàtil de Sony, PlayStation Portable i la Nintendo DS. La versió per la Playstation Portable va ser llançada conjuntament amb el Burnout Revenge per PlayStation 2 i Xbox el 13 de setembre de 2005. El Burnout Legends té diverses pistes i jugabilitat en els modes de joc dels tres primers videojocs del Burnout, però va ser compilat en aquesta versió portàtil. Molts d'aquests modes de joc s'utilitzaven en noves i velles pistes del Burnout 3.
Va ser llançada una pobre versió del Burnout Legends a la Nintendo DS el 29 de novembre de 2005. Va ser considerada una versió enormement inferior que la versió de Playstation Portable, en el qual aquest últim si que va aconseguir una bona crítica i va ser considerat com un bon videojoc per la Playstation Portable. Les diferències que si produeixen entre les dues versions és que la versió de PSP té molts més gràfics i so que l'altre. A més a més, no tota la música que surt a la versió de la Playstation Portable està a la de la DS. Tanmateix, la versió per la DS version és del tipus "música-midi". Aquestes diferències són tan pronunciades perquè els dos videojocs han sigut desenvolupats per equips diferents. L'empresa sota EA Studios que ha creat els videojocs de la saga han rebut una excel·lent crítica és Criterion Games i EA Studios va donar la llicència de Burnout a Visual Impact per la versió de DS.
La següent part de l'article es refereix a la versió per PlayStation Portable.

## Modes de joc
- World Tour
  - Crash World Tour
- Race
  - Eliminator
  - Face-Off
- Time Attack
  - Burning Lap
- Road Rage
- Pursuit
- Crash

## Pistes/circuits
Burnout Legends utilitza pistes dels videojocs de la saga. Totes les pistes són basades en localitzacions reals, però no es dona a conèixer en el videojoc, i hi ha elements coenguts visibles a través dels paisatges, com els trens elevats a Chicago i el de tuk-tuk a Tailàndia.
| Lloc   | Nom de la pista         | Equivalent a la vida real                      | Descripcions                                                                                         |
| EUA    | Silver Lake             | Rocky Mountain Nat. Park                       | Alta velocitat a través d'Small Town i d'un llac.                                                    |
| EUA    | Downtown                | Chicago, Illinois                              | Una perillosa cursa a través de les avingudes plenes de trànsit i el tren elevat.                    |
| EUA    | Waterfront              | San Diego, Califòrnia                          | A través d'autopistes veient hotels i palmeres.                                                      |
| EUA    | Airport T1 & T2         | Aeroports de Los Angeles i Chicago O'Hare      | Una cursa a tota velocitat a través d'una aeroport internacional anomenat "Pacific International".   |
| EUA    | Airport Terminal 3      | Aeroports de Los Angeles i Chicago O'Hare      | Una cursa més curta per l'aeroport Pacific Internatioanl, però en ple rendiment.                     |
| EUA    | Palm Bay Marina         | Los Angeles i San Francisco                    | Cursa a través d'autopistes de tres carrils recorrent ciutats costaneres.                            |
| EUA    | Interstate              | U.S. Route 66 i la californiana State Route 1  | Una autopista a tota velocitat sense aturades.                                                       |
| EUA    | Big Surf Shores         | Monterey Peninsula i Miami Beach               | Rolling coastal roads and cliffside estates adorn this twisting and turning track.                   |
| EUA    | Sunrise Valley Downtown | Albuquerque, Albuquerque i Las Vegas, Nevada   | Una ciutat llatina del desert plena de bulevards amb molta lluminositat.                             |
| Europa | Alpine                  | Autobahn a Alemanya                            | Un circuit per l'autopista més famosa del món.                                                       |
| Europa | Vineyard                | Avignon, França                                | Una cursa amb molts turons rodadors i carreteres de còdol antics cedeixen un paisatge seriós.        |
| Europa | Winter City             | Viena, Àustria                                 | Una ciutat plena de neu decorada massivament per catedrals, carreteres urbanes i teatres.            |
| Europa | Riviera                 | Mònaco                                         | Una cursa que es passa per un casino de luxe i molts ports esportius amb iots.                       |
| Europa | Harbour Town            | Una cursa a prop de Barcelona, Països Catalans | Un circuit mediterrani per davant d'una ciutat de recursos antics.                                   |
| Àsia   | Golden City             | Bangkok, Tailàndia                             | Una pista basada en una xarxa que va cap avall amb autopistes modernes                               |
| Àsia   | Dockside                | Hong Kong, Xina                                | Una ciutat molt moderna amb molts apartaments alts i de luxe.                                        |
| Àsia   | Island Paradise         | Koh Samui, Tailàndia                           | Una escapada per una ruta a la selva, omplert d'autobusos de visita que només esperen ser destruïts. |

## Cotxes
En el Burnout Legends hi ha 89 vehicles, incloent-hi els 11 que pesen més que la resta, que només són accessibles en el Crash Mode. Cada cotxe pot ser en un tipus de grup; com a grups bàsics és el compacte, muscle, coupé, esportiu, i super, i es comença el joc amb tres cotxes de grups bàsics, un de policia, dos "legend", un dominador, un tunejat, un assassí, i 5 de col·leccionistes. Cada cotxe quedarà disponible un cop s'hagin realitzat cada objectiu demanant. Un cotxe de col·leccionista a l'atzar serà aconseguit si es guanya un Collector Challenges a World Tour, i la resta de cotxes en el mode multijugador guanyant pel Collector Challenges. Un d'aquests tres cotxes es guanya al mode multijugador, l'últim cotxe es dona automàticament.